# Lanthanider
Lanthaniderne er en betegnelse for en gruppe i det periodiske system, der omfatter de 15 jordmetaller med atomnumrene 57-71: Lanthan, cerium, praseodym, neodym, promethium, samarium, europium, gadolinium, terbium, dysprosium, holmium, erbium, thulium, ytterbium og lutetium. Fælles for alle grundstofferne er bl.a., at de er magnetiske.

## Terminologi
Betegnelsen sjældne jordarter bruges ind imellem om lanthaniderne samt scandium, yttrium og lutetium, men IUPAC fraråder brugen af dette udtryk da stofferne hverken er sjældne eller "jordarter" (et ældre udtryk for oxider) — for eksempel findes der mere cerium end bly eller arsen i naturen. Desuden anbefales betegnelsen lanthanoid frem for lanthanid, fordi endelsen "-id" normalt bruges om anioner, som i "-oxid" og "-sulfid".

## Kemiske egenskaber
Lanthaniderne er alle forholdsvis bløde og reaktionsvillige metaller, der let angribes af atmosfærisk luft og af vand. De "opfører" sig kemisk set meget ens, og optræder næsten altid med oxidationstrin +3, om end cerium også kan optræde med oxidationstrin +4, og europium også kan have oxidationstrin +2: Det betyder at stofferne ofte findes i de samme mineraler i naturen, og er svære at udvinde i helt ren form fra disse mineraler.
Ionradierne for lanthaniderne aftager med stigende atomnumre, og da stofferne næsten altid optræder med samme oxidationstrin, bestemmes lanthanidernes kemiske egenskaber i vid udstrækning alene af ionradierne, og dermed direkte af atomnumrene.

## Tekniske anvendelser
De fleste lanthanider anvendes i lasere. Lanthanider reflekterer ultraviolet og infrarødt lys, og bruges derfor i glassene i solbriller.

## Eksterne links
Rare earths: Neither rare, nor earths. BBC News Magazine
- Wikimedia Commons har flere filer relateret til Lanthanider

| Kemi | Spire Denne artikel om kemi er en spire som bør udbygges. Du er velkommen til at hjælpe Wikipedia ved at udvide den. |